# Courriel et Unicode
 (septembre 2020).
Si vous disposez d'ouvrages ou d'articles de référence ou si vous connaissez des sites web de qualité traitant du thème abordé ici, merci de compléter l'article en donnant les références utiles à sa vérifiabilité et en les liant à la section « Notes et références ».
Beaucoup de clients de courriels sont capables de gérer l'Unicode (à l'exception notable de certains webmails). Cependant la plupart n'envoient pas en Unicode par défaut, et peu de systèmes sont configurés et capables d'afficher tout le domaine de caractères Unicode par défaut.
Les courriels écrits en HTML peuvent utiliser les entités HTML pour utiliser tous les caractères Unicode même si le code source HTML du courriel est dans le legacy encoding[C'est-à-dire ?]. Le reste de cet article concerne les courriels dont le code source (HTML ou texte brut) utilise un codage qui couvre la totalité de l'Unicode.
Comme pour tous les codages à l'exception de l'US-ASCII, il faut spécifier via MIME que le texte utilise un codage Unicode. UTF-7, bien que parfois considéré comme déprécié, a l'avantage par rapport aux autres codages Unicode de fonctionner tel quel avec la limitation à 7 bits imposée par certains anciens serveurs de courriels (ceux qui ne signalent pas 8BITMIME (en)). UTF-8 et UTF-16, quant à eux, devraient être transformés avec Base64 ou Quoted-Printable pour permettre une transmission correcte sur ces serveurs.

## Unicode dans certains clients de courriels

### Evolution
- View > Character Encoding > Unicode
- Tools > Settings > Mail Preferences and Composer Preferences > Check default Character Encoding to Unicode

### Mozilla Thunderbird (2.x)
Pour changer l'encodage des caractères à l'affichage d'un courriel : 
- Affichage > Encodage des caractères > Unicode (UTF-8)
- Pour changer l'encodage des caractères à l'envoi et à la réception des messages :
  - Outils > Options… > onglet Affichage > Polices… > Courrier entrant / Courrier sortant (changer pour Unicode)

### MS Outlook
Outlook permet l'envoi de courriels en UTF-7 et UTF-8 mais ne le fait pas par défaut . 
Lors de réponses Outlook utilise le même codage que le message entrant. Tous les caractères Unicode peuvent être saisis dans l'edit box, mais ceux non disponibles dans le codage utilisé lors de l'envoi seront silencieusement remplacés (habituellement avec un point d'interrogation : ?) lors de l'envoi du message.

### Lotus Notes
Notes gère lui aussi l'Unicode :
1. Menu → Fichier → Préférences → Préférences Utilisateur
2. Cliquer sur Mail, puis Internet
3. Choisir une option dans Courrier Internet Multilingue

### Scribe/InScribe
Scribe affiche l'Unicode avec la configuration par défaut.
Le codage utilisé dans l'envoi dépend des caractères contenus dans le courriel.